# Ібрагім ібн аль-Валід
Ібрагім ібн аль-Валід (араб. ابراهيم ابن الوليد بن عبد الملك; загинув 25 січня 750) — халіф з династії Омеядів.

## Життєпис
Народився в результаті зв'язку аль-Валіда I з невільницею. Був халіфом лише 70 днів. Коли Мухаммад ібн Марван довідався, що новим халіфом став Ібрагім, він відмовився визнати його владу й підбурив заколот. Війська Мухаммада ібн Марвана вирушили на Хомс і проголосили халіфом сина покійного халіфа аль-Валіда II — аль-Хакама, який утримувався в Дамаску разом зі своїм братом Усманом. Проти заколотників був відряджений Абдул-Азіз ібн аль-Гаджадж. Населення Хомса підтримало Марвана, і той зумів перемогти противника. Розгромлені прибічники Ібрагіма повернулись у Дамаск і зажадали страти братів. Після взяття Дамаска Марваном Ібрагіму вдалось утекти, але 25 січня 750 року він був убитий.